# 조민웅
조민웅(1987년~2024년 6월 29일)은 대한민국의 성악가다. 2017년 팬텀싱어 2에 출연했으나, 2024년 6월 29일 자택에서 갑작스럽게 심장마비로 사망했다.

## 방송
- 열린음악회
- 팬텀싱어 2 (2017) - Top24(21위)

## 공연
- 하루키, 애니메이션 거장을 만나다 (2018)
- 팬텀즈 콘서트 (2018, 2019)
- 조민웅 & 김동현 & 안세권 콘서트 (2018)
- 더 뮤지컬 스타 4 - 천안 (2018)
- 토요타 클래식스 (2018)
- 쓰리 팬텀즈 - 용인 (2020)

## 음반
- 팬텀싱어2 Episode 2 (2017)
- 팬텀싱어2 Episode 4 (2017)
- 팬텀싱어2 Episode 6 (2017)

## 수상
- 하이든 국제 콩쿠르 1위